# 가수초등학교
가수초등학교(佳水初等學校)는 대한민국 경기도 오산시 가수동에 있는 초등학교이다.

## 학교 연혁
- 2005. 12. 26 가수초등학교 설립 인가
- 2006. 05. 01 가수초등학교 개교
- 2007. 12. 05 학교도서관 '아이꿈터' 개관
- 2008. 04. 15 학교숲 조성 공사 완료
- 2010. 07. 21 다목적강당 개관
- 2014. 02. 18 제8회 졸업(총 447명 졸업)
- 2014. 03. 03 24학급 편성

## 참고 자료
- 가수초등학교 - 한국교육학술정보원 학교알리미